# پارک ملی کپیتول ریف
پارک ملی کپیتول ریف (به انگلیسی: Capitol Reef National Park) پارکی طبیعی در ایالت یوتا در ایالات متحده آمریکا است.
این پارک ۹۷۹ کیلومتر مربع وسعت دارد.